# Idaea lutea
Idaea lutea är en fjärilsart som beskrevs av Louis Beethoven Prout 1936. Idaea lutea ingår i släktet Idaea och familjen mätare. Inga underarter finns listade i Catalogue of Life.